# Tout Va Bien (film)
Tout va bien is een Franse dramafilm uit 1972 onder regie van Jean-Luc Godard.

## Verhaal
Een Amerikaanse verslaggeefster in Parijs is getrouwd met een filmregisseur. Hij draaide vroeger kunstfilms, maar houdt zich nu alleen nog maar bezig met reclameboodschappen. Als ze op bezoek zijn in een worstenfabriek, breekt daar ineens een staking uit. De arbeiders roepen maoïstische slagzinnen en sluiten de directeur op in zijn kantoor.

## Rolverdeling
| Acteur            | Personage         |
| ----------------- | ----------------- |
| Yves Montand      | Jacques           |
| Jane Fonda        | Suzanne           |
| Vittorio Caprioli | Fabrieksdirecteur |
| Elizabeth Chauvin | Geneviève         |
| Castel Casti      | Jacques           |
| Eric Chartier     | Lucien            |
| Anne Wiazemsky    | een arbeidster    |